# Найкращі країни світу за версією журналу «Newsweek»
Найкращі країни світу — рейтинг 100 країн світу, складений журналом «Newsweek» в серпні 2010.
Рейтинг є спробою відповісти на запитання — у якій країні найкраще народитися сьогодні, щоб ця країна надала можливості жити при доброму здоров'ї, безпечно, матеріально достатньо і з перспективою поліпшення.

## Методика
Різні аспекти національної конкурентоспроможності вимірювали багато організацій. «Newsweek» спробував проаналізувати ці аспекти всі разом. Для цього було відібрано п'ять категорій, які визначають національний добробут: освіта, охорона здоров'я, якість життя, економічний динамізм, політичне середовище.
Дослідження містить як загальний рейтинг, так і рейтинги за кожним з п'яти вищезазначених показників. Також можна проглянути місце країни в її групі за трьома принципами групування: географічним, за рівнем доходів на душу населення(ВВП) і за чисельністю населення.

### Освіта
Рівень якості освіти у країнах оцінювався за середнім рівнем тестів TIMSS (Trends in International Mathematics and Science Study) або PISA (Programme for International Student Assessment). Для країн, у яких не проводяться такі тести, оцінки проведені на основі рівня грамотності (Довідник ЦРУ за країнами світу) та середньої тривалості навчання.

### Здоров'я
Здоров'я оцінювалося за очікуваною тривалістю життя при народженні, враховуючи середнє число років, яке людина може прожити в повному здоров'ї, з урахуванням років життя в неповному здоров'ї у зв'язку із захворюванням або травмою (показники Всесвітньої організації охорони здоров'я).

### Якість життя

#### Нерівність
Для оцінки нерівності враховувалися коефіцієнт Джині — ступінь нерівності в доходах сімей. (показник ПРООН) та гендерний розрив — ступінь нерівності між чоловіками і жінками (показник Світового економічного форуму).

#### Крайня бідність
Для оцінки рівня крайньої бідності у країнах використовувався відсоток населення, що живе менш ніж на $ 2 в день в цінах 2005 року (показник Світового банку).

#### Стандарти життя
Вимірювалося за споживанням на душу населення (показник компанії Global Insight).

#### Фізичне середовище
Рівень фізичної безпеки та екологічного впливу на людину визнався за числом убивств на 100000 населення (показник Управління ООН з наркотиків та злочинності) та санітарним станом довкілля (показник Environmental Performance Index Єльського університету).

#### Економічна безпека людини
Визначався за рівнем безробіття (Довідник ЦРУ за країнами світу; Economist Intelligence Unit).

### Економічний динамізм
Економічний динамізм оцінювався за показниками зростання виробництва, диверсифікації, новаторства і капіталізації фондового ринку.

#### Зростання виробництва
Зростання ВВП на душу населення вимірювалося у додаткових дол. США зростання на одну людину (Довідник ЦРУ за країнами світу; Global Insight).

#### Диверсифікація
Відсоток послуг і виробництва у ВВП (Світовий банк, Global Insight) виділяє країни які не покладаються лише на сільське господарство або природні ресурси.

#### Новаторство
Показник інновацій Всесвітнього економічного форуму оцінює зусилля країни за інвестиціями в розвиток знань і розраховується на основі оцінки інноваційного потенціалу, якості наукових досліджень, витрат компаній на НДДКР (науково-дослідні і дослідно-конструкторські роботи), рівня співробітництва між університетами та промисловістю у сфері НДДРК, рівня державних закупівель високотехнологічної продукції, наявності вчених та інженерів, впровадження патентів, рівня захисту інтелектуальної власності (ВЕФ Глобальна доповідь конкурентоспроможності).

#### Підприємницьке середовище
Підприємницьке середовище оцінювалося за відкритістю ринку для нових учасників бізнесу (десять показників звіту Світового банку «Doing Business»), швидкістю вирішення справ щодо проблемних активів при банкрутстві (кількість років з моменту подачі у справах про неспроможність до суду до вирішення проблемних активів — показник Світового банку), кількістю календарних днів для легального початку нового бізнесу (Світового банк).

#### Капіталізація фондового ринку
Розмір корпоративного сектора країни оцінена за капіталізацією фондового ринку у відсотках до ВВП (Standard & Poor's; Глобальний інститут McKinsey).

### Політичне середовище
Рівень демократичних свобод у країні оцінений за показниками якості виборчого процесу, участі у громадян у політичному житті, якості функціонування уряду, свободи вираження думок і переконань, об'єднання в асоціації, верховенства закону і особистої свободи та прав особистості (Freedom House). Для оцінки політичного середовища також використано показник демократії Economist Intelligence Unit та дані ризиків через політичні рішення і дії, з якими стикаються уряди, корпорації та інвестори в зарубіжних країнах (звіти компанії Political Risk Services).

## Місце України у рейтингу
Україна посіла 49 місце в загальному рейтингу найкращих країн світу, випередивши з країн колишнього СРСР Росію (51 місце), Білорусь (56), Казахстан (61), Азербайджан (69). Україну випереджають лише балтійські країни — Естонія (32), Литва (34), Латвія (36). А такі країни як Вірменія, Грузія, Молдова, Таджикистан, Туркменістан, Узбекистан взагалі не потрапили до рейтингу.
Найкраще у світі зараз народитися у Фінляндії (1 місце), потім ідуть Швейцарія (2), Швеція (3), Австралія (4), Люксембург (5), Норвегія (6), Канада (7), Голландія (8), Японія (9), Данія (10), США (11), Німеччина (12), Нова Зеландія (13), Велика Британія (14), Південна Корея (15), Франція (16), Ірландія (17), Австрія (18), Бельгія (19), Сингапур (20), Іспанія (21), Ізраїль (22), Італія (23), Словенія (24), Чехія (25), Греція (26), Португалія (27), Хорватія (28), Польща (29), Чилі (30).
Україна із своїм 49 місцем є найкращою серед країн з низьким рівнем доходів на душу населення (до 3946 дол. США на рік), залишивши позад себе багато країн, де цей показник вище, зокрема Туреччину (52 місце), Домініканську Республіку (55), Колумбію (62), Венесуелу (71), Ботсвану (80), Південно-Африканську Республіку (82) і Алжир (85)
Якщо брати окремі показники, то Україна на 40 місці у світі за показниками охорони здоров'я і якості життя. За станом політичного середовища ми рівно посередині — на 50-му місці, а за динамікою економіки аж на 66-му. Найгірше в Україні з охороною здоров'я — 75 місце зі 100 країн.
На сайті Newsweek за адресою http://www.newsweek.com/2010/08/15/interactive-infographic-of-the-worlds-best-countries.html опублікована інтерактивна карта, яка в графічному виді дозволяє робити зручні порівняння за різними показниками і за різними країнами.